# Quỳnh Anh, Nghệ An
Quỳnh Anh là một xã thuộc tỉnh Nghệ An, Việt Nam. Xã được hình thành trên cơ sở sáp nhập các xã Minh Lương, Quỳnh Bảng, Quỳnh Đôi, Quỳnh Thanh và Quỳnh Yên của huyện Quỳnh Lưu trong đợt Sáp nhập tỉnh thành Việt Nam 2025.

## Địa lý
Xã Quỳnh Anh có vị trí địa lý:
- Phía Đông giáp Biển Đông;
- Phía Nam giáp xã Quỳnh Phú;
- Phía Tây giáp xã Quỳnh Lưu và xã Quỳnh Văn;
- Phía Bắc giáp xã Quỳnh Văn và phường Tân Mai.

Xã Quỳnh Anh có diện tích tự nhiên 39,80 km².

## Hành chính và tên gọi
Xã Quỳnh Anh được thành lập theo Nghị quyết số 1678/NQ-UBTVQH15 của Ủy ban Thường vụ Quốc hội Việt Nam, ban hành ngày 16 tháng 6 năm 2025. Theo đó, sắp xếp toàn bộ diện tích tự nhiên, quy mô dân số của các xã Minh Lương, Quỳnh Bảng, Quỳnh Đôi, Quỳnh Thanh và Quỳnh Yên thuộc huyện Quỳnh Lưu trước đây thành một xã mới có tên gọi là xã Quỳnh Anh.
Trước đó, theo Đề án sắp xếp đơn vị hành chính cấp xã tỉnh Nghệ An, xã này là xã Quỳnh Lưu 3.
Sau sắp xếp xã có diện tích tự nhiên: 39,80 km², quy mô dân số: 60.329 người.